# Maqasid al-falasifa
 (janvier 2022).
La mise en forme du texte ne suit pas les recommandations de Wikipédia : il faut le « wikifier ».
Les points d'amélioration suivants sont les cas les plus fréquents :
- Les titres sont pré-formatés par le logiciel. Ils ne sont ni en capitales, ni en gras.
- Le texte ne doit pas être écrit en capitales (les noms de famille non plus), ni en gras, ni en italique, ni en « petit »…
- Le gras n'est utilisé que pour surligner le titre de l'article dans l'introduction, une seule fois.
- L'italique est rarement utilisé : mots en langue étrangère, titres d'œuvres, noms de bateaux, etc.
- Les citations ne sont pas en italique mais en corps de texte normal. Elles sont entourées par des guillemets français : « et ».
- Les listes à puces sont à éviter, des paragraphes rédigés étant largement préférés. Les tableaux sont à réserver à la présentation de données structurées (résultats, etc.).
- Les appels de note de bas de page (petits chiffres en exposant, introduits par l'outil «  Source ») sont à placer entre la fin de phrase et le point final[comme ça].
- Les liens internes (vers d'autres articles de Wikipédia) sont à choisir avec parcimonie. Créez des liens vers des articles approfondissant le sujet. Les termes génériques sans rapport avec le sujet sont à éviter, ainsi que les répétitions de liens vers un même terme.
- Les liens externes sont à placer uniquement dans une section « Liens externes », à la fin de l'article. Ces liens sont à choisir avec parcimonie suivant les règles définies. Si un lien sert de source à l'article, son insertion dans le texte est à faire par les notes de bas de page.
- La présentation des références doit suivre les conventions bibliographiques. Il est recommandé d'utiliser les modèles {{Ouvrage}}, {{Chapitre}}, {{Article}}, {{Lien web}} et/ou {{Bibliographie}}. Le mode d'édition visuel peut mettre en forme automatiquement les références.
- Insérer une infobox (cadre d'informations à droite) n'est pas obligatoire pour parachever la mise en page.

Pour une aide détaillée, merci de consulter Aide:Wikification.
Si vous pensez que ces points ont été résolus, vous pouvez retirer ce bandeau et améliorer la mise en forme d'un autre article.
Maqāṣid al-falāsifa (en arabe : مقاصد الفلاسفة), traduisible par "Les doctrines des philosophes" ou "Les intentions des philosophes", est un traité philosophique du penseur et théologien musulman Al-Ghazali. Ce volumineux traité, encore inédit en français, a probablement été achevé en 1094.
Il s'agit d'un exposé, voulu comme neutre par son auteur, des doctrines philosophiques prévalant dans le monde musulman médiéval, principalement celles d'Avicenne, contenue dans son ouvrage persan "Philosophie pour 'Alâ' al Dawla" (Dânishnamah-yi Alâ'î), dont Al-Ghazali a librement synthétisé les parties sur la logique, la métaphysique et la physique,.
Al-Ghazali a déclaré qu'il fallait être bien versé dans les idées des philosophes avant de se lancer dans la réfutation de leurs idées. Il a également affirmé que les autres branches de la philosophie, notamment la physique, la logique, l'astronomie ou les mathématiques, ne lui posaient aucun problème.
On a supposé - cela est à présent sujet à caution - que Maqāṣid al-falāsifa était une étude préparatoire à son traité philosophique majeur: L'Incohérence des philosophes (tahafut al-falāsifa),.

## Contexte et objectifs
Cet exposé, l'un des nombreux ouvrages rédigés pendant la période mouvementée qui a précédé la crise spirituelle d'Al-Ghazali, sera complété, environ un an plus tard, par sa critique méthodique de la philosophie dans le Tahafut al-Falasifa ("L'incohérence des philosophes"). Dans Maqāṣid al-falāsifa, son hostilité envers les philosophes (plus spécialement leur métaphysique) n'est pas encore évidente, et le livre constitue un résumé précieux du système avicennien.
Dans sa préface, Al-Ghazali explique que l'ouvrage est conçu comme un exposé, et ce pour une bonne raison : « Considérer la fausseté de leurs enseignements avant d'avoir saisi les bases de leurs conceptions est impossible ». Cela est en accord avec le principe directeur de toute une vie, qu'Al-Ghazali énonce dans son autobiographie Erreur et délivrance, où il se demande : « Comment peut-on accepter ou rejeter ce qui n'a pas été compris ? ».

## Structure
L'ouvrage est divisé en trois sections : Logique, Métaphysique et Physique. Habituellement, la métaphysique est traitée en dernier, non seulement parce que c'était l'ordre traditionnel, depuis le premier éditeur d'Aristote, mais aussi parce que la "science divine" occupait le rang le plus élevé dans les degrés de la connaissance.
Al-Ghazali reconnaît que « c'est la pratique habituelle des philosophes » de placer la physique avant la métaphysique, mais il inverse l'ordre car la métaphysique, qui est « la fin et le but ultime de toutes les sciences », est tout simplement « plus importante».

## Contenu

### Connaissances théoriques et pratiques
Dans la section sur la métaphysique, Al-Ghazali commence sa discussion par la distinction entre la connaissance pratique et théorique.
Pour Avicenne, la connaissance théorique prime sur la connaissance pratique. Pour Al-Ghazali, les deux doivent être conciliées (et en effet, dans son style, les deux sont parfaitement imbriqués, les exposés théoriques étant toujours étayés par des exemples pratiques, voire domestiques).
La connaissance pratique concerne les actions humaines. La connaissance théorique quant à elle concerne « les conditions des choses existantes de telle sorte que la forme de toute existence, dans sa totalité et dans son ordre, devient présente à notre esprit ». La connaissance pratique traite de la politique et de l'art de gouverner, de l'économie et de l'éthique, autant de sujets auxquels Al-Ghazali apportera d'importantes contributions.
La connaissance théorique comprend les sciences naturelles, les mathématiques et la théologie (ou "première philosophie"). Elle progresse de ce qui ne peut être exempt de matière, ni dans l'esprit ni dans la réalité, par exemple l'homme lui-même, à ce qui est exempt de matière dans l'esprit mais pas dans la réalité, par exemple les figures géométriques, et à ce qui est totalement exempt de matière, par exemple l'intellect, Dieu lui-même.
C'est ici, dans l'échelle ascendante de l'abstraction, que nous rencontrons les premières traces de cette systématisation hiérarchique et imbriquée de la réalité, caractéristique de la pensée néo-platonicienne en général et de la pensée avicennienne en particulier.
Plus tard, cette dichotomie entre le théorique et le pratique de la connaissance sera explicitée par Al-Ghazali dans des traités en deux parties, comme Mi'yar al-'ilm ("Le critère de la connaissance"), son exposé de logique, qui sera complété (comme il l'annonce à la fin du livre) par le Mizan al-'amal ("Le critère de l'action"), un traité d'éthique.

### La notion d'être
C'est dans la conception philosophique de l'être que l'influence de la philosophie et son impact durable sur Al-Ghazali devient le plus apparent.
La "science divine" traite de l'être parce qu'il est «le plus universel des sujets». Pour cette raison, « l'intellect doit saisir l'être par une simple appréhension ». Il n'a pas d'autre choix que de le faire, puisque l'être, par sa nature même, ne permet ni description ni définition. C'est la plus commune des notions, connue de façon innée, et pourtant non susceptible d'être définie ; il n'existe pas de catégorie plus grande sous laquelle l'être peut être subsumé et par laquelle il pourrait être défini.
La science de l'être a donc pour objet d'identifier et d'explorer, dit-il : « (...)l'être en soi en tant qu'il est pur être ; c'est-à-dire, comme substance et accident, universel et particulier, un et multiple, cause et causé, potentiel et actuel, congruent et divergent, nécessaire et possible. ».
Bien que Al-Ghazali se contente de décrire les distinctions faites par les philosophes, il adoptera à la fois ces distinctions et la terminologie qui les accompagne. En particulier, la distinction entre l'être nécessaire et l'être possible s'avérera cruciale. De là découle une formulation de la contingence dont Al-Ghazali fera la pierre angulaire de sa propre vision soufie du monde.

### Le nécessaire et le possible
La distinction entre nécessaire et possible n'était pas nouvelle. Les théologiens antérieurs, dont Ash'ari, l'avaient employée, mais en des termes différents. La création était temporelle, ou "créée dans le temps", et ce fait même impliquait qu'il fallait un créateur non temporel pour la faire naître du néant ; ce créateur éternel était Dieu. Mais la formulation philosophique n'était pas seulement un changement de terminologie de "éternel" à "nécessaire" et de "temporel" à "contingent" ; ses implications étaient plus profondes.
Les termes modaux sont notoirement circulaires ; comme Aristote a été le premier à le souligner, ils ne peuvent être définis que les uns par rapport aux autres. Ainsi, le nécessaire peut être défini comme ce dont la non-existence est impossible. De même, l'impossible est ce dont la non-existence est nécessaire, tandis que le possible est ce qui n'est ni nécessaire ni impossible. Chez Aristote, ces distinctions sont logiques.
Plus tard, grâce en grande partie aux apports de à Al-Farabi et d'Avicenne, elles deviennent des distinctions ontologiques; Si nous décrivons Dieu comme nécessaire, nous excluons à la fois sa possibilité et son impossibilité, et ce faisant, nous disons quelque chose sur sa nature essentielle. En tant qu'être nécessaire, il est non causé ; il est «l'être nécessairement existant» (wajib al-wujud).
Dans la nature divine, l'essence et l'existence ne font qu'un ; ce que Dieu est coïncide avec le fait qu'Il est. Une telle unité d'essence et d'existence n'existe pas chez les autres êtres. Tous les êtres autres que Dieu sont possibles, par définition : ils peuvent exister et ne pas exister. De plus, leur essence ou "quiddité" n'implique pas leur existence. Nous pouvons parler d'une pierre, d'un cheval ou d'un homme et demander : "Qu'est-ce que c'est ?" Mais la réponse à notre question n'implique pas l'existence de cet objet.
L'existence est accessoire à l'identification de l'essence. Mais cette procédure n'est plus purement logique. Pour Avicenne, à la suite de Al-Farabi, la distinction devient ontologique, une question d'être. Il n'y a rien dans la nature de l'homme, ou de toute autre chose, qui implique, et encore moins qui nécessite, son existence.
L'existence est plutôt quelque chose de séparable qui peut être "ajouté" à l'essence. Cela représente la nature même du contingent : c'est quelque chose dont l'existence et la non-existence doivent être causées par quelque chose d'autre que lui-même.